# 애슐리 벨
애슐리 벨(Ashley Bell, 1986년 5월 26일 ~ )은 미국의 배우이다.

## 출연 작품
- 스테이트 오브 플레이 - 목소리 역 (목소리)
- 보이스 - 애나벨 역